# Picture This (téléfilm, 2008)
Pour les articles homonymes, voir Picture This.
Picture This (Ma folle journée en vidéo ou aussi Mon père, cet espion) est un téléfilm américain réalisé par Stephen Herek, diffusée le 13 juillet 2008 sur ABC Family, puis est sorti en DVD le 22 juillet 2008. Ce téléfilm a été suivi par 4,3 millions de téléspectateurs le soir de sa diffusion, réalisant la meilleure audience de cette soirée pour un téléfilm.
Le téléfilm obtient aussi une rediffusion française le 5 août 2013 sur M6.

## Synopsis
L’histoire tourne autour de Mandy Gilbert, une jeune fille pas très populaire au lycée qui obtient un rendez-vous pour aller à une méga fête avec le mec le plus populaire du lycée, Drew Patersson. Cela ne fera pas l’affaire de l’ex-petite amie de Drew, qui fera tout pour l’en empêcher. Et comme le père de Mandy est très protecteur ce ne sera pas évident. Mandy demandera donc l’aide de ses amies qui l’aideront à surmonter tout ça…

## Distribution
- Ashley Tisdale (VF : Céline Ronté) : Mandy Gilbert
- Kevin Pollak : Tom Gilbert
- Robbie Amell : Drew Patterson
- Shenae Grimes : Cayenne
- Lauren Collins : Alexa
- Cindy Busby : Lisa Cross
- Marie-Marguerite Sabongui : Blair
- Angela Galuppo (en) : Kimberly
- Maxim Roy : Marsha Gilbert
- Matthew Raudsepp : Danny Sherpe
- Mike Tsar : Earl
- Mark Ositashvili : Peyton

Figuration :
- Cassandra Blaise
- Elysabeth Corriveau
- Emily Legault
- Elyse Mondesir
- Martine St-Pierre
- Marra-Anchella Blaise
- Alexa Stewart
- Abdelraman Aziz

## Tournage
Le téléfilm a été tourné dans la région de Montréal, pendant l'été 2007, à l'école secondaire du Chêne-Bleu à Pincourt, au Fairview Pointe-Claire, Verdun et Lasalle.